# Anders Forsberg (tecknare)

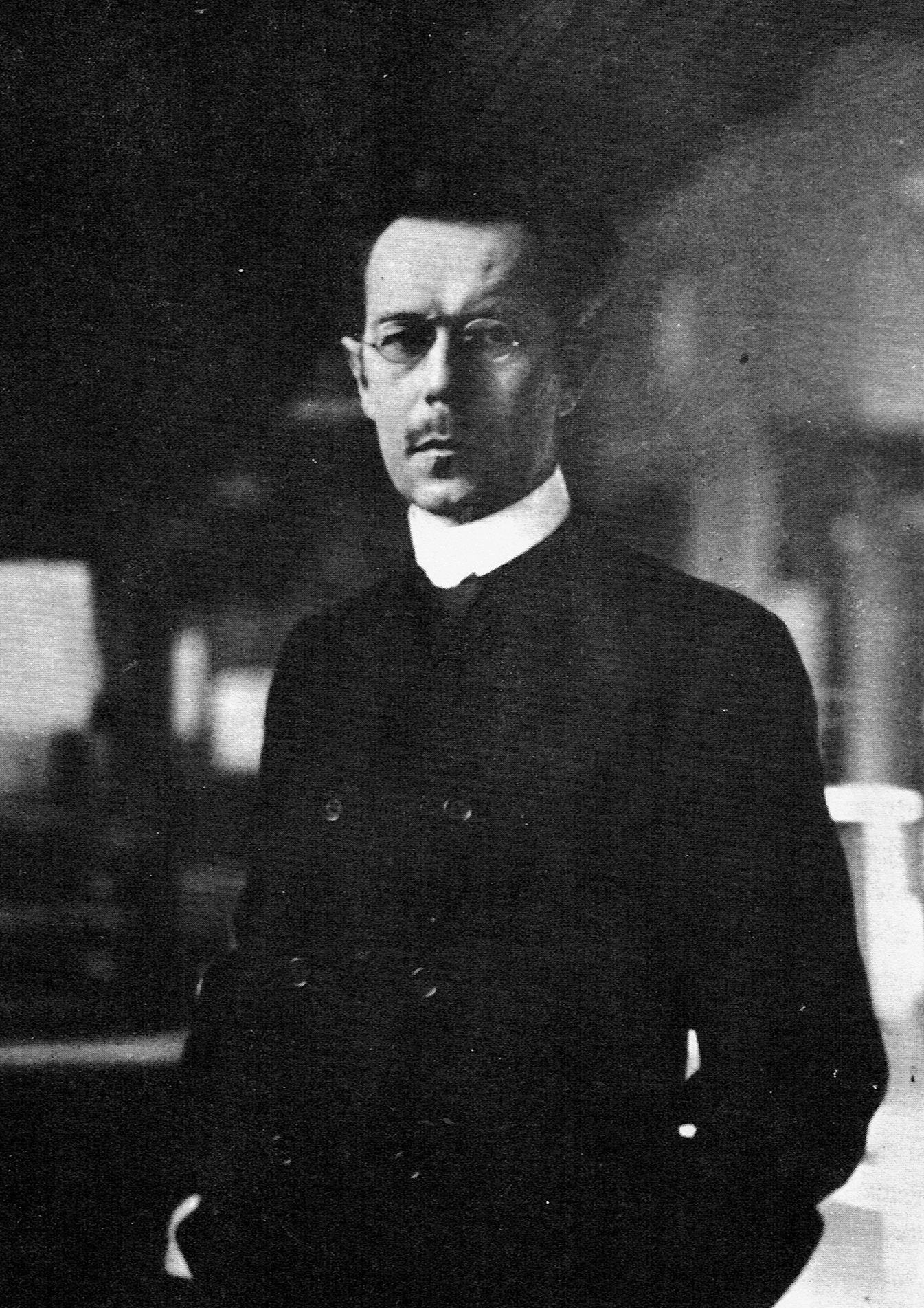
Anders Forsberg på foto 1896.

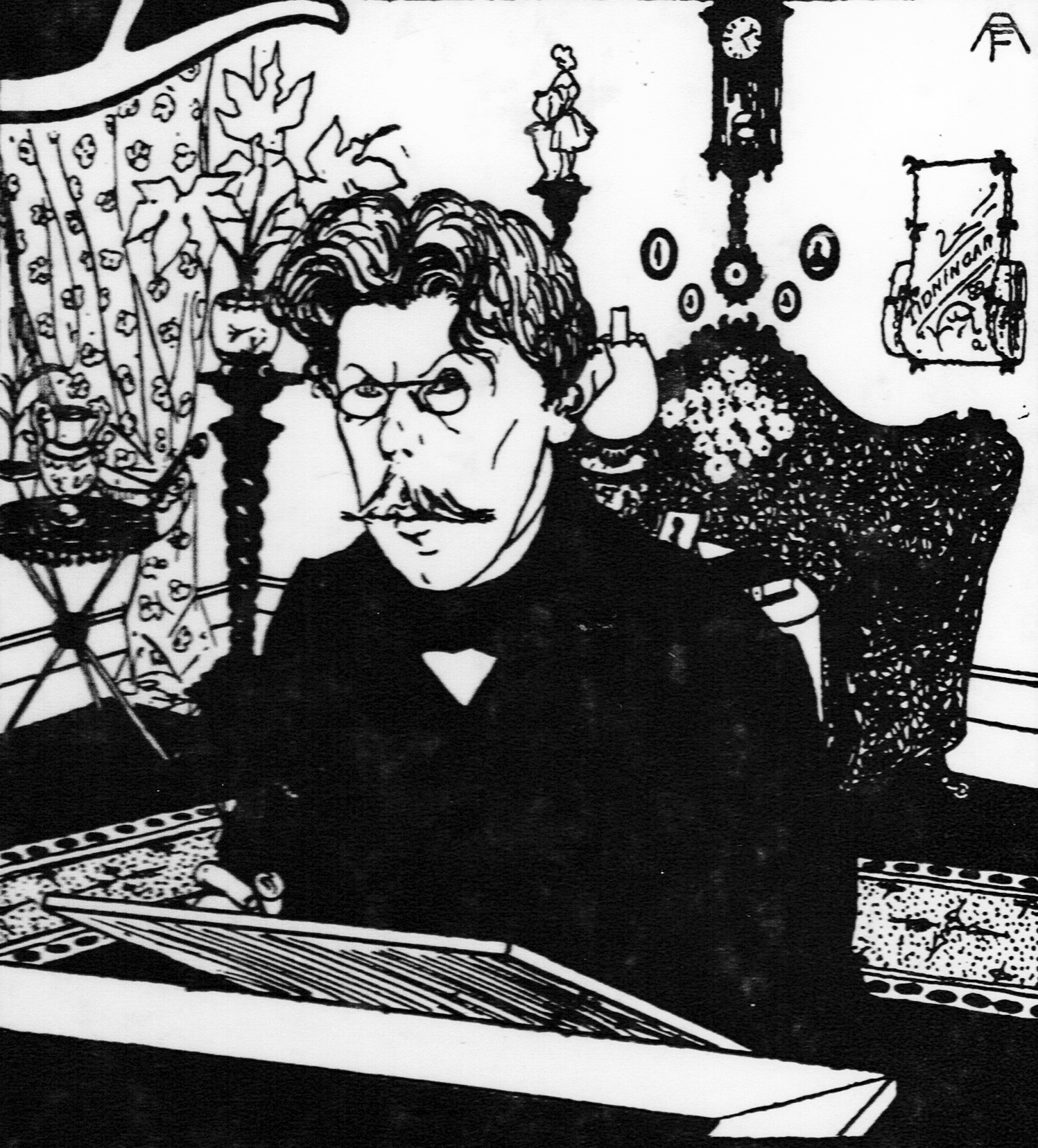
Självporträtt 1901.

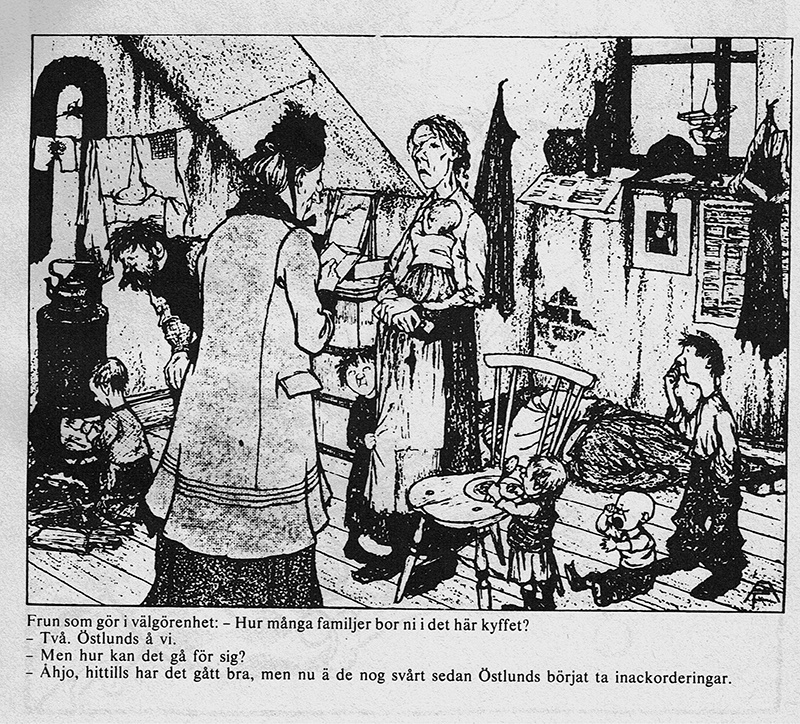
Frun som gör i välgörenhet. Ur: Från svenska hem (1902).

Anders Vilhelm Forsberg, född 30 juni 1871 i Karlstad, död 16 maj 1914 i Stockholm, var en svensk teckningslärare och tecknare.

## Biografi
Han var son till Otto Vilhelm Forsberg, som hade en klädes- och speceriaffär vid Stora Torget i Karlstad. Han var tidigt klar över sin konstnärliga begåvning och efter studentexamen i Karlstad 1889 sökte sig Forsberg till Stockholm, där han 1890–1893 studerade vid Tekniska skolan och avlade teckningslärarexamen. Från höstterminen 1894 var Forsberg verksam som teckningslärare vid samrealskolan i Karlshamn. Han återvände 1896 till Stockholm, där han stannade resten av sitt liv.

### Lärare
Forsberg fick hösten 1896 den tjänst som överlärare i frihandsteckning vid Tekniska skolan som han innehade fram till sin död. Där arbetade han mestadels på kvällstid och han kunde därför även uppehålla en teckningslärartjänst vid Djursholms samskola 1897–1905. Utbildningen vid Tekniska skolan var en naturlig förberedelse för dem som tänkte söka inträde vid Konstakademien och många sedermera kända namn var Forsbergs elever.

### Tecknare iStrix
Vid sidan av lärartjänsten var Forsberg även redaktionell medarbetare i Albert Engströms tidning Strix från dess start 1897. Han blev snart en av tidningens mest uppmärksammade tecknare och bidrog med många teckningar fram till 1906. Han medverkade också i skämttidningen Puck. I tidningarna Strix och Puck publicerade han under årens lopp ett hundratal satiriska och ytterst detaljerade teckningar. 1902 utgavs en stor del av hans teckningar i samlingen Från svenska hem, där Albert Engström skrev förordet. Boken, som inspirerats av den tyske tecknaren Thomas Theodor Heine, blev en stor framgång med sina satiriska bilder av borgerlighetens överlastade rumsinteriörer. Tre år tidigare hade Carl Larssons bok Ett hem kommit ut och Forsbergs teckningar i boken Från svenska hem bildade en skarp kontrast.

### Tidig död
Forsberg gisslade de sociala missförhållandena och de välbärgades lama hjälpsamhet. Det ledde till en pessimistisk syn på livet och en fördjupad depression, som 1914 slutade med hans självmord, vilket begicks med pistol i Lill-Jansskogen. Han efterlämnade ett avskedsbrev:
- Tro ej att detta är svårt. Det enda skulle vara om revolvern missade. Men det finns väl en gud för sådana som jag också. Jag ligger i en skogsbacke och skriver detta. Himlen är klar och blå och för 25 år sedan tog jag studenten.

### Eftermäle
Martin Strömberg har inventerat Forsbergs produktion, som omfattar omkring 500 teckningar och där inte hittat någon glad bild, förutom en där Forsberg själv, lätt förklädd till kandidat Malmberg, står inför Sankte Per. Han är representerad vid Värmlands museum med ett porträtt av sin far, samt vid Nationalmuseum med ett 30-tal teckningar och Stockholms stadsmuseum. En minnesutställning med 199 verk anordnades 1943 på Gummesons konsthall. Utställningen flyttades i något förändrad form vidare till Modern konst i Malmö.
Anders Forsberg är gravsatt på Norra begravningsplatsen utanför Stockholm.

## Bibliografi

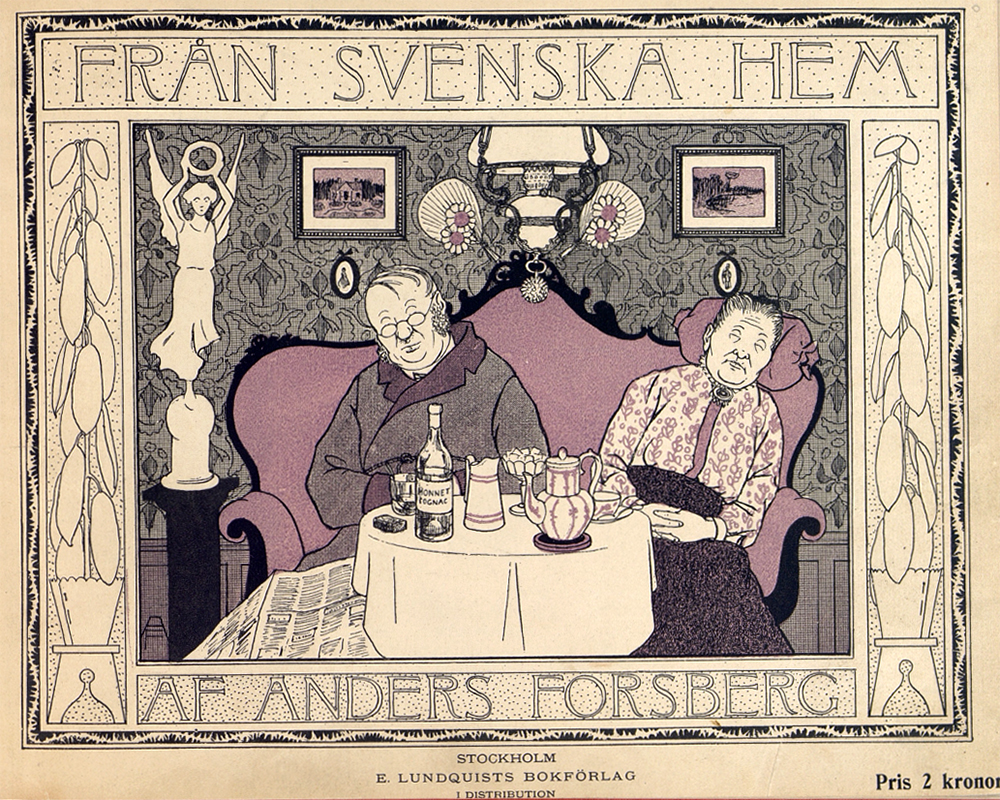
Omslaget till Från svenska hem (1902)